# Антонов Микола Іванович
Антонов Микола Іванович (22 травня 1918, Горка — 25 грудня 1995, Київ) — Герой Радянського Союзу, в роки німецько-радянської війни командир кулеметної роти 218-го гвардійського стрілецького полку 77-ї гвардійської стрілецької дивізії 61-ї армії Центрального фронту, гвардії старший лейтенант.

## Біографія
Народився 22 травня 1918 року в селі Горка (нині Волховського району Ленінградської області) в селянській родині. Росіянин. Член ВКП (б) / КПРС з 1946 року. Закінчив неповну середню школу та школу ФЗУ.
16 липня 1941 року Опоченським райвійськкоматом призваний в Червону Армію. У 1942 році закінчив Одеське військове піхотне училище. У боях німецько-радянської війни з вересня 1942 року. Відзначився у вересні 1943 року в районі села Комарин Брагінського району Гомельської області Білорусі.
При переправі радянських військ через річку Дніпро гвардії старший лейтенант Антонов М. І. отримав завдання: вогнем своєї роти відвернути увагу противника від дійсного місця переправи дивізії. Відволікаючи вогнем кулеметів увагу гітлерівців, офіцер надійно прикрив батальйон. У результаті стрілецькі роти далеко просунулися в глибину оборони фашистів. Умілі дії роти гвардії старшого лейтенанта Антонова на хибній ділянці форсування Дніпра, сприяли успішному подоланню річки батальйоном на головному напрямку.
За проявлені в боях за Дніпро доблесть і геройство гвардії старшому лейтенанту Антонову Миколі Івановичу Указом Президії Верховної Ради СРСР від 15 січня 1944 року присвоєне звання Героя Радянського Союзу з врученням ордена Леніна і медалі «Золота Зірка» (№ 3315).

Могила Антонова М. І.

Після війни М. І. Антонов продовжував службу в Збройних Силах СРСР на різних посадах. Закінчив Вищу школу МВС. З 1968 року полковник Антонов М. І. — в запасі, а потім у відставці. Жив у Києві. Помер 25 грудня 1995 року. Похований у Києві на Міському кладовищі «Берківці».
Нагороджений орденом Леніна, орденами Олександра Невського, Вітчизняної війни 1-го ступеня, медалями.